# Tracy Caulkins

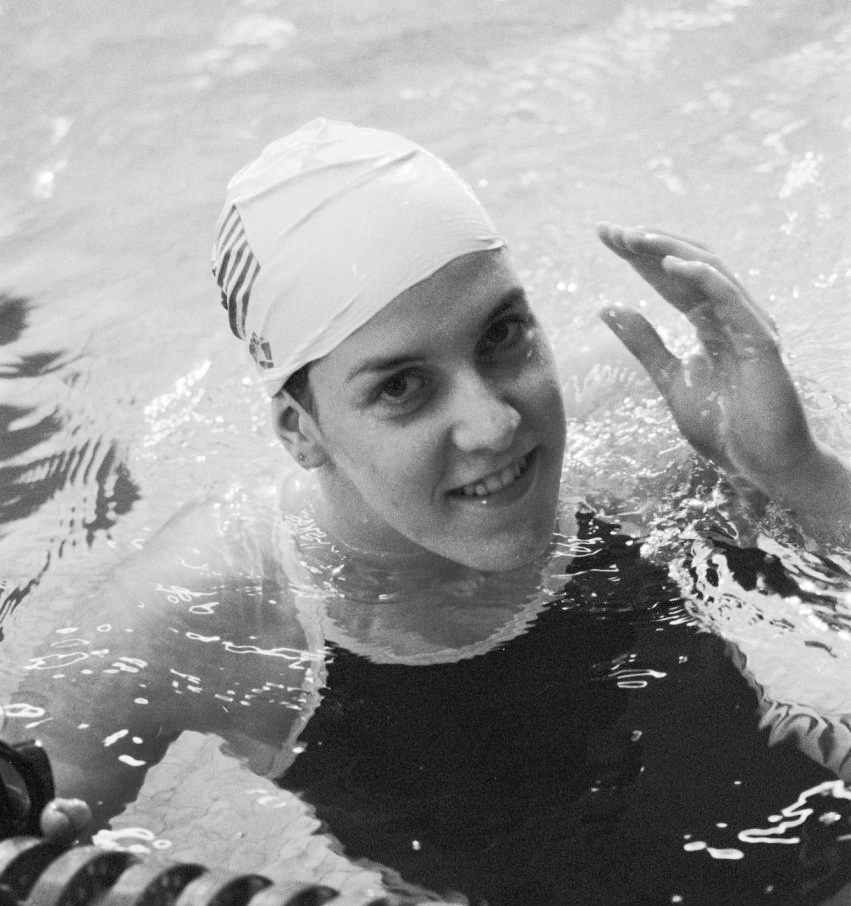
Tracy Caulkins (1981)

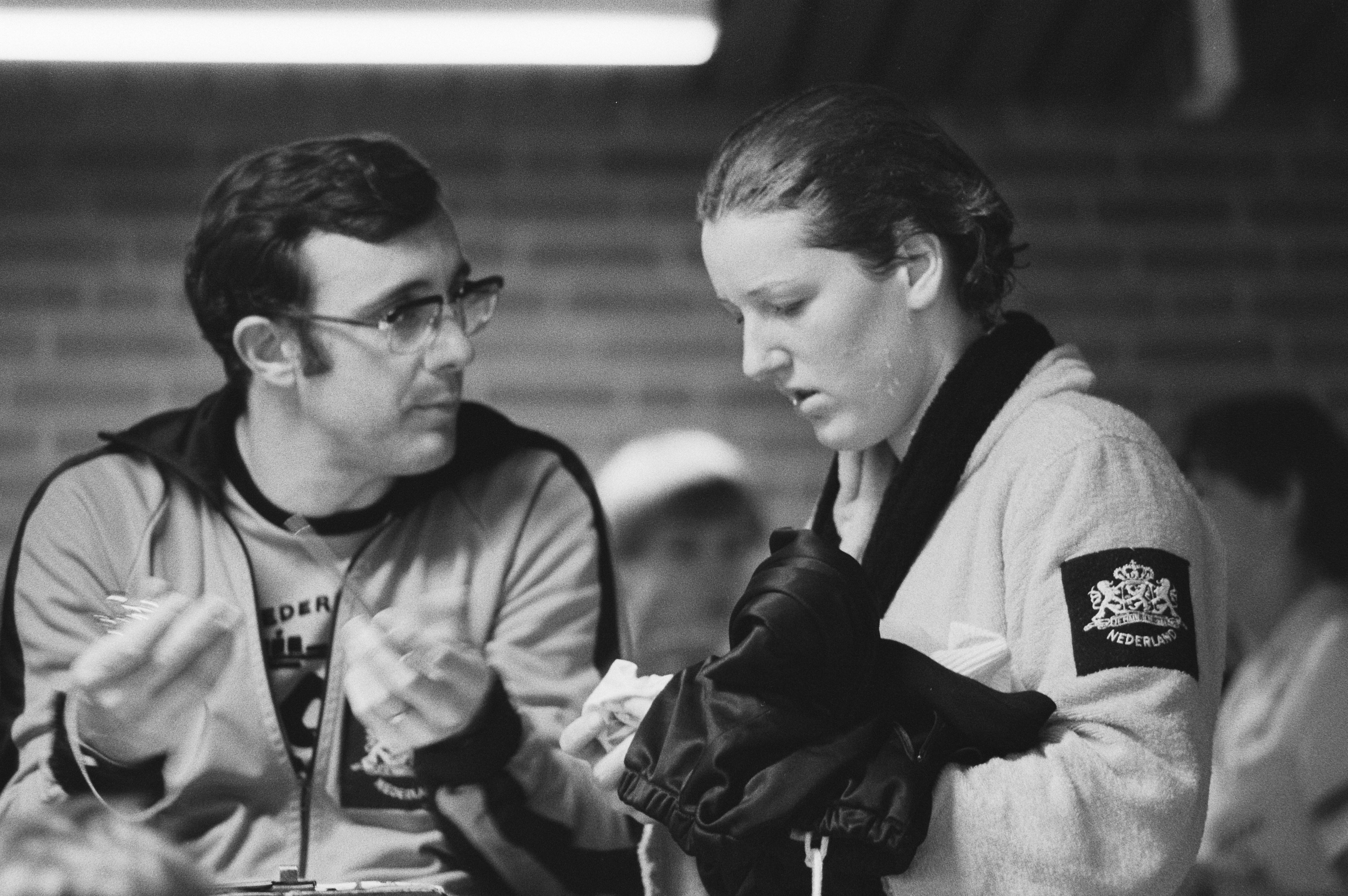
Tracy Caulkins (rechts) mit ihrem Coach (1981)

Tracy Ann Caulkins OAM (verheiratete Tracy Ann Stockwell; * 11. Januar 1963 in Winona, Minnesota) ist eine US-amerikanische ehemalige Schwimmerin.

## Werdegang
Caulkins beherrschte alle Schwimmstile gleichermaßen und hatte deshalb bereits ab einem Alter von 15 Jahren ihre größten Erfolge im Lagenschwimmen.
Ihre ersten großen Erfolge feierte sie als 15-Jährige bei den Weltmeisterschaften 1978 in Berlin, bei denen sie fünf Goldmedaillen und eine Silbermedaille gewann.
Sie galt damit als große Favoritin bei den Olympischen Spielen 1980 in Moskau, an denen sie aber wegen des Olympiaboykotts nicht teilnehmen konnte. Bei den Olympischen Spielen 1984 in Los Angeles wurde sie dann sowohl über 200 m Lagen als auch über 400 m Lagen Olympiasiegerin. Außerdem gewann sie als Brustschwimmerin Gold mit der 4 × 100-m-Lagenstaffel der Amerikaner.
Sie ist mit dem ehemaligen australischen Schwimmer Mark Stockwell verheiratet und lebt mit ihrer Familie in Australien.
Für Verdienste um den Sport als Verwalterin und Befürworterin von Sportmöglichkeiten für Frauen wurde sie 2008 mit der Medaille des Order of Australia ausgezeichnet.

## Auszeichnungen
- Ruhmeshalle des internationalen Schwimmsports 1990
- USOC Athlete of the Year 1984